# Thysanoessa longicaudata
Thysanoessa longicaudata är en kräftdjursart som först beskrevs av Kryer 1846.  Thysanoessa longicaudata ingår i släktet Thysanoessa och familjen lysräkor. Arten är reproducerande i Sverige. Inga underarter finns listade i Catalogue of Life.